# Adelin z Chelles
Svatý Adelin z Chelles byl francouzský kněz a opat v Celles nacházející se v dnešní Belgii.

## Život
Pravděpodobně se narodil na počátku 7. století v Akvitánii ve šlechtické rodině. Byl umístěn do výchovy svatého Remakla. Na kněze byl vysvěcen v Maastrichtu svatým Remaklem a v Celles. Založil klášter kde se stal opatem. Později byl poustevníkem poblíž Dinantu. Zemřel roku 696 v pověsti svatosti. Roku 1338 byly jeho ostatky přeneseny do kostela ve Visé.
Jeho svátek je oslavován 3. února.